# Germanet i germaneta
Germanet i germaneta (en alemany Brüderchen und Schwesterchen) és un conte popular alemany dels germans Grimm. Compta amb diverses versions arreu d'Europa, com la italiana o la russa, que són variacions d'una història anterior, probablement del segle xvii.

## Argument
Un pare tenia un fill i una filla i en morir la seva esposa, es va tornar a casar amb una dona que ja tenia una filla d'una anterior relació. Aquesta va començar a odiar des del primer moment els dos germans i els maltractava fins que els va obligar a fugir al bosc. Com que era bruixa, va llençar un encanteri sobre els rius i fonts, per tal que els nens es morissin de set o bé es transformessin en animals.
La germana cada cop que s'apropaven a una font d'aigua escoltava el seu soroll i així es va assabentar dels plans de la seva madrastra. A la tercera vegada, però, el noi no va poder vèncer la seva set i va beure, esdevenint immediatament un cérvol. La nena va penjar-li al coll una cadena d'or perquè els caçadors veiessin que no era una bèstia qualsevol i poder salvar-lo.
Un dia el rei va anar de caça al bosc i va seguir l'estrany animal fins que va arribar a la cabana on vivien tots dos. Es va enamorar immediatament de la noia, amb qui es va casar poc després. La bruixa va intentar substituir a la núvia per la seva filla però la germana va avisar el seu promès, qui va condemnar la madrastra a la foguera. En morir ella, el nen va tornar a la seva forma humana

## Anàlisi
El conte recull alguns dels elements tradicionals del conte de fades. En primer lloc apareix la madrastra, font de maldat (com passa a la Ventafocs) i el bosc com a lloc de refugi i perill (com a Hansel i Gretel). La màgia és un altre element propi del folklore europeu, així com l'enginy que venç les dificultats (com la idea de la nena de penjar el collaret al cérvol).
El nombre tres, que ajudava a les repeticions en la narració oral, també és característic d'aquestes narracions; tres vegades es repeteix l'escena de les aigües encantades i tres vegades apareix un esperit per avisar el rei del pla de la bruixa. El final feliç inclou el matrimoni reial (amb l'ascens social, objectiu de la majoria de contes) i la mort dels antagonistes.
La germaneta simbolitza la part racional mentre que el noi cedeix a l'instint, reforçat pel fet que la nena actua com a mare protectora (en antítesi a la madrastra), un rol tradicionalment femení. L'amor que sent pel seu germà, unió familiar, fa que tot acabi bé, essent per tant la necessitat de la família i la contenció els missatges didàctics del conte.
El fet que la nena pugui sentir el remor de l'aigua es pot deure al seu sexe (es creia que les dones estaven més properes a la natura pel seu paper de donants de vida i per l'associació amb les bruixes i la lluna) o al record de la mare morta, de qui ha hereat el rol. El nen, en canvi, és un cérvol, fràgil per ser el petit de la casa.